# Horňany
Horňany és un poble i municipi d'Eslovàquia que es troba a la regió de Trenčín.

## Història
La primera menció escrita de la vila es remunta al 1352.

## Demografia
| Godina             | 1994 | 2004   | 2014    | 2024   |
| ------------------ | ---- | ------ | ------- | ------ |
| Nombre de persones | 384  | 399    | 451     | 427    |
| Diferència         |      | +3,90% | +13,03% | −5,32% |

| Godina             | 2023 | 2024   |
| ------------------ | ---- | ------ |
| Nombre de persones | 424  | 427    |
| Diferència         |      | +0,70% |